# Yahya Jabrane
Yahya Jabrane ( em árabe: يحيى جبران  ;Settat 18 de junho de 1991) é um futebolista marroquino que joga como meio-campista do clube marroquino Wydad AC e da seleção marroquina .

## Carreira
Em 2012 disputou o Mundial de Futsal com a seleção marroquina de futsal, tornando-se o primeiro gol de Marrocos na história da Copa do Mundo de Futsal.
Em 10 de novembro de 2022, ele foi convocado para a seleção de 26 jogadores do Marrocos que se tornou a primeira seleção africana a disputar uma semifinal em copas na Copa do Mundo da FIFA 2022 no Catar .

## Gols internacionais
Pontuações e resultados listam a contagem de gols do Marrocos primeiro.
| Nº | Data                  | Local                                       | Oponente | Pontuação | Resultado | Concorrência                        |
| -- | --------------------- | ------------------------------------------- | -------- | --------- | --------- | ----------------------------------- |
| 1. | 18 de janeiro de 2021 | Stade de la Réunification, Douala, Camarões | Togo     | 1-0       | 1–0       | Campeonato Africano das Nações 2020 |
| 2. | 4 de dezembro de 2021 | Estádio Ahmed bin Ali, Al Rayyan, Catar     | Jordânia | 1-0       | 4–0       | Copa Árabe FIFA 2021                |

### Futsal
| Nº | Data                  | Local                                       | Oponente | Pontuação | Resultado | Concorrência                      |
| -- | --------------------- | ------------------------------------------- | -------- | --------- | --------- | --------------------------------- |
| 1. | 2 de novembro de 2012 | Estádio coberto Huamark, Bangkok, Tailândia | Panamá   | 0– 1      | 8–3       | Copa do Mundo de Futsal FIFA 2012 |

## Títulos
Wydad AC
- Botola : 2018–19, 2020–21, 2021–22
- Liga dos Campeões CAF : 2021-22

Marrocos
- Campeonato Africano das Nações : 2018, 2020 [8]

Individual
- Melhor jogador do Botola : 2022